# Момои, Сакари
Сакари Момои  (яп. 百井盛 Момои Сакари:, 5 февраля 1903 года Фукусима, Японская империя — 5 июля 2015 года, Сайтама, Япония) — японский долгожитель.

## Биография
Родился в крестьянской семье, в префектуре Фукусима, жил в префектуре Сайтама. В 1928 году женился на Тамико, от этого брака родилось 5 детей.
Момои работал в качестве первого директора Технической школы префектуры Фукусима с 1948 по 1951 год. Также он был директором средней школы префектуры Сайтама с 1953 по 1959 год.
В 2013 году был госпитализирован в токийскую больницу под наблюдение врачей.
После смерти Александра Имича 8 июня 2014 года Сакари Момои в возрасте 111 лет 123 дня стал самым старым мужчиной в мире.
На интервью в сентябре 2013 года его спросили: «Сколько он ещё хочет жить?». Момои ответил, что он хочет пожить ещё два года.
Момои скончался 5 июля 2015 года, в возрасте 112 лет, в больнице города Сайтама от хронической почечной недостаточности. У Момои осталось пятеро детей, 11 внуков и 32 правнука.

## Рекорды долголетия Момои
Верифицирован 6 декабря 2013 года.
- 23 (формально – 6 декабря) июля 2013 года после смерти Дзёкити Икараси, в возрасте 110 лет 169 дней, Момои стал старейшим мужчиной Японии

- 13 (формально — 6 декабря) сентября 2013 года после смерти Салустиано Санчеса Момои стал третьим по старшинству живущим верифицированным мужчиной в мире.

- 10 (формально — 6 декабря) октября 2013 года Момои вошел в сотню старейших верифицированных мужчин.

- 24 апреля 2014 года после смерти Артуро Ликата Момои в возрасте 111 лет 78 дней стал вторым по старшинству живущим верифицированным мужчиной в мире.

После смерти Александра Имича 8 июня 2014 года Сакари Момои в возрасте 111 лет 123 дня становится старейшим живущим верифицированным мужчиной в мире. Примечательно, что Александр Имич был старше Момои всего на 1 день.